# Колхидская низменность
Колхи́дская ни́зменность, или Рионская низменность (груз. კოლხეთის დაბლობი) — аллювиальная равнина в Грузии, по нижнему течению реки Риони и побережью Чёрного моря от Сухуми до Кобулети. Есть проявления нефти и газа, минеральные источники в Цхалтубо. Высота до 150 метров (на восточных окраинах). Длина низменности с запада на восток около 120 км. Климат субтропический, с мягкой зимой и обильными осадками круглый год (до 1500 мм в среднем); высока заболоченность. Средняя температура января от 4,5 до 6 °C, августа 23—24 °С.
Сложена толщей четвертичных галечников, песков, глин. Реки стекают с высокогорий, в процессе таяния ледников и снега выходят из берегов, что служит причиной затопления больших территорий. В западной части множество озер — остатков давних морских лагун.
Флора: ольховые леса среди типичной болотной растительности, на окраинах — дуб, бук, граб, лианы. Значительная часть территории под сельским хозяйством (кукуруза, садоводство, субтропические культуры).
Реки: Кодор, Ингури, Риони, Хобисцкали, озеро Палеостоми.